# 隈元新
隈元 新（くまもと しん、本名読み：くまもと あらた、1950年（昭和25年）1月6日 - ）は、日本の政治家。元鹿児島県伊佐市長（3期）、元大口市長（4期）、元大口市議会議員（3期）。

## 来歴
鹿児島県大口町（現・伊佐市）出身。鹿児島県立大口高等学校、立命館大学経営学部卒業。1973年（昭和48年）4月、大阪ロイヤルホテルに就職。1975年（昭和50年）7月、ニューヨークヒルトンホテルに出向。1977年（
昭和52年）3月、大阪ロイヤルホテルを退社。同年4月、帰郷し農業に従事。
1983年（昭和58年）4月、大口市議会議員選挙に初当選。以後計3期務める。
1996年（平成8年）1月4日に大口市長に就任。以後計4期務める。
2008年（平成20年）11月1日、大口市は伊佐郡菱刈町と新設合併して伊佐市となる。これに伴って行われた伊佐市長選挙に無投票で初当選した。11月30日、市長就任。2012年（平成24年）、再選。2016年（平成28年）、3選。
2021年11月3日、秋の叙勲において旭日中綬章を受章。

## 市長選の結果
2008年伊佐市長選挙
2008年（平成20年）11月23日告示、11日30日執行。無投票で初当選。
2012年伊佐市長選挙
2012年（平成24年）11月18日執行。元菱刈町長の神園勝喜、前市議の今吉光一、前市議の古城恵人の3候補を破り再選した。
※当日有権者数：24,564人 最終投票率：77.30%（前回比：pts）
| 候補者名 | 年齢 | 所属党派 | 新旧別 | 得票数  | 得票率 | 推薦・支持 |
| -------- | ---- | -------- | ------ | ------- | ------ | ---------- |
| 隈元新   | 62   | 無所属   | 現     | 8,987票 | 47.83% |            |
| 神園勝喜 | 62   | 無所属   | 新     | 6,081票 | 32.36% |            |
| 今吉光一 | 48   | 無所属   | 新     | 1,892票 | 10.07% |            |
| 古城恵人 | 63   | 無所属   | 新     | 1,831票 | 9.74%  |            |

2016年伊佐市長選挙
2016年（平成28年）11月20日執行。前回戦った元菱刈町長の神園勝喜との一騎討ちを制し、3選。
※当日有権者数：23,316人 最終投票率：71.55%（前回比：-5.75pts）
| 候補者名 | 年齢 | 所属党派 | 新旧別 | 得票数  | 得票率 | 推薦・支持 |
| -------- | ---- | -------- | ------ | ------- | ------ | ---------- |
| 隈元新   | 66   | 無所属   | 現     | 8,539票 | 51.73% |            |
| 神園勝喜 | 66   | 無所属   | 新     | 7,968票 | 48.27% |            |

## 政策・主張
- 定員割れが続く高校の入学者を確保するため、伊佐市にある鹿児島県立大口高等学校の生徒に対し、旧帝大の合格者に最大100万円の報奨金を支給する制度を2015年（平成27年）の大学入試から導入した。2016年（平成28年）に九州大学理学部に合格した生徒は100万円の報奨金を受け取る第1号となった[7]。